# Flobertka

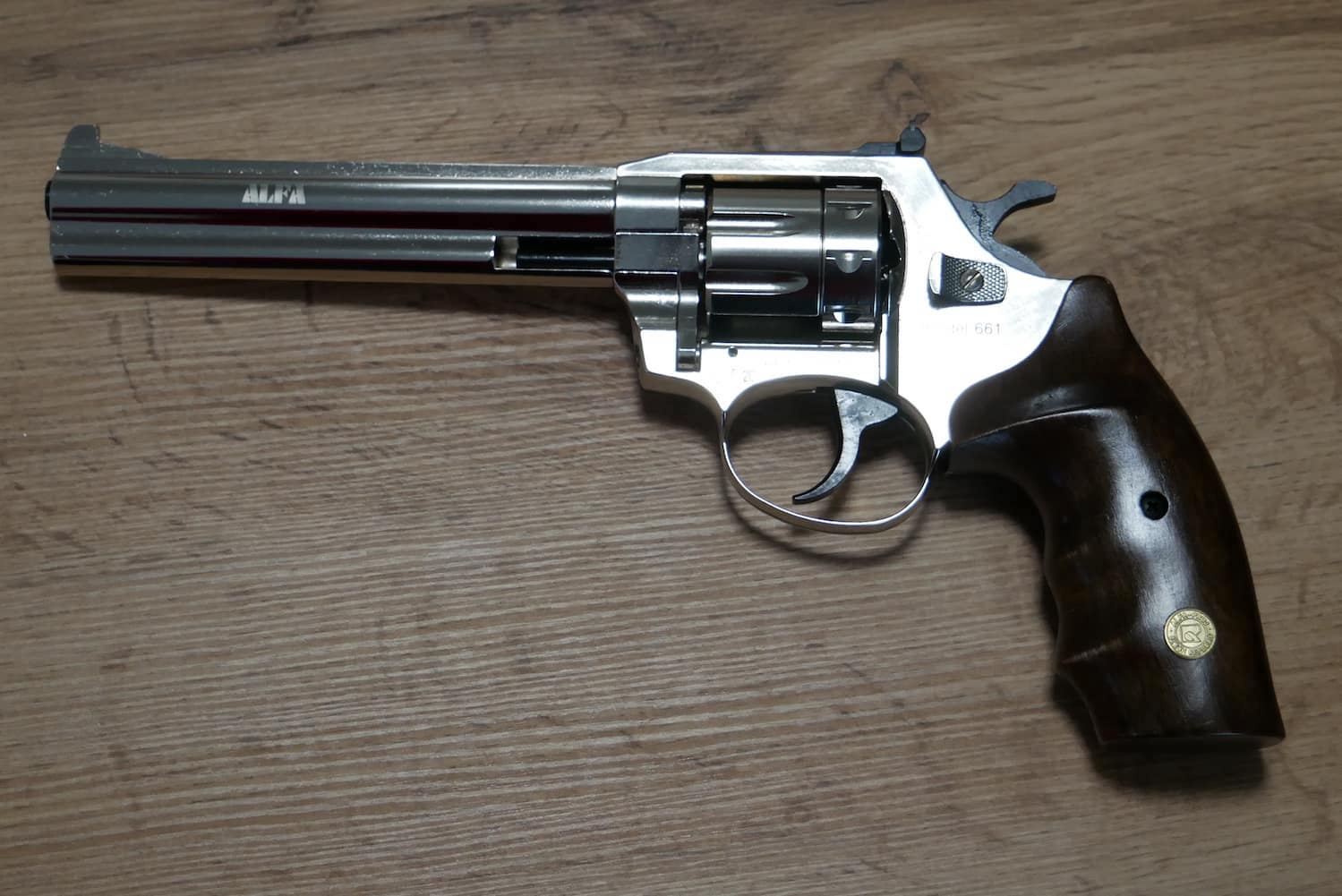
Flobert revolver, Alfa Proj 661, ráže 6 mm

Flobertka je palná zbraň, která ke střelbě využívá náboje s okrajovým zápalem typu Flobert. Ty mají zápalnou slož v dutém okraji na dně nábojnice. Z toho vyplývá, že zbraň musí mít zápalník mimo osu. Flobertka se nejčastěji vyrábí jako revolver či puška, lze se setkat i s flobertovou pistolí. Ráže tohoto typu zbraně činí 4 mm, 6 mm či 9 mm. Výroba a zpracování je stejně kvalitní jako u ostrých zbraní. Zbraň je pojmenována po francouzském puškaři Louisi Flobertovi.

## Použití
Flobertky se často používají k nácviku střelby, pro sportovní či zábavnou střelbu na menší vzdálenosti nebo jako zbraně na drobné hlodavce.

## Legislativní úprava
Dle zákona o střelných zbraních a střelivu jde o zbraně kategorie C-I. Ty lze volně prodávat osobám starším 18 let aniž musí být držiteli zbrojního průkazu. Nabytí vlastnictví zbraně či převod vlastnictví zbraně je držitel povinen do deseti pracovních dnů ohlásit příslušnému útvaru PČR.
Zbraně uvedené na trh před nabytím účinnosti novely č. 13/2021 Sb. jako zbraně kategorie D zůstávají i nadále zbraněmi kategorie D a tudíž nepodléhají ohlášení.

## Výrobci
- ALFAPROJ – český výrobce, prodejce a exportér ostrých zbraní a flobertek, firma byla založena roku 1993

- Mayzus – český producent sportovních, loveckých a flobertkových zbraní, na trhu působí od roku 2015

- Spielberg Brno – český výrobce krátkých i dlouhých flobertových zbraní, produkcí flobertek se zabývá od roku 2002

- Atak Arms – tradiční turecký producent se specializuje na vzduchové i plynové pistole, plynové revolvery i flobertové pistole a revolvery

## Druhy flobertek

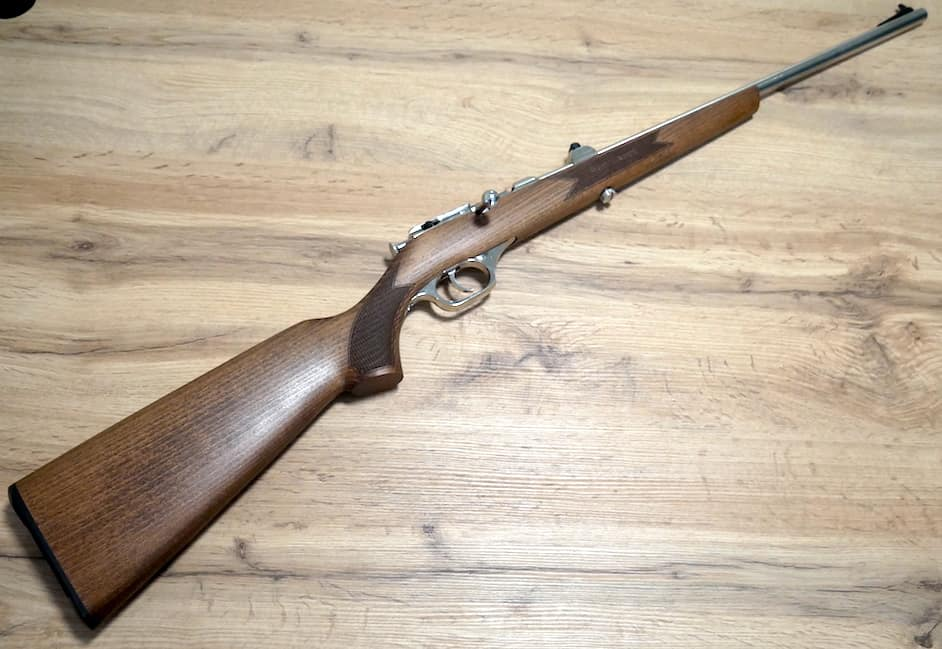
Flobert puška Spielberg Brno, 200F, ráže 6 mm, buková rytina

- Flobertová puška – Dlouhá flobertová puška je charakteristická vysokou přesností, lze s ní střílet i na větší vzdálenosti (20 – 25 metrů). Čím má flobertová puška delší hlaveň, tím je zbraň přesnější. Vyrábí se typicky v ráži 6 mm. Ráže 9 mm se dříve používala k loveckým účelům, často jako kombinovaná zbraň, kde druhou hlavní v hlavňovém svazku byla kulová hlaveň malé ráže. Jsou typicky jednoranové či dvouranové.

- Flobertový revolver – Revolver je menší než puška, tudíž se s ním snadněji zachází. Oproti flobertové pušce také nabízí možnost vystřílet více nábojů bez přebíjení. Vyrábí se typicky v ráži 4 mm nebo 6 mm. Flobertkový revolver ráže 6 mm má drážkovanou hlaveň, je tedy o dost přesnější než kalibr 4 mm, který se vyrábí bez drážkované hlavně. Mezi flobertkami je nejprodávanější.
- Flobertové pistole – Je nejméně prodávaným sortimentem z flobertek, flobertová pistole mívá klasický zásobník na náboje.

## Flobertové střelivo
Náboje typu flobert se skládají z projektilu a nábojnice, ve které se nachází výmetná náplň a zápalná složka. Náboje flobert fungují na principu okrajového zapalování. Zpravidla se jedná o náboje s kulovou střelou, v případě ráže 9 mm pak i střelou hromadnou. Flobertové střelivo se vyrábí nejčastěji v rážích 4 mm a 6 mm, lze se setkat i s ráží 9 mm. Energie střely je nižší, než u malorážkového střeliva. Dosáhne cca 40J. Před rokem 2021 byly zbraně upravovány tak, aby vyhověly legislativní úpravě a úsťová energie těchto zbraní nesměla přesáhnout 7,5J. Vzdálenost střelby činí maximálně 20 – 25 metrů. Mezi tradiční výrobce flobertových nábojů patří česká firma Sellier & Bellot. Známé jsou rovněž náboje německé značky RWS.
Dostupné střelivo:
V ráži 4 mm si můžeme zvolit mezi kratším a delším nábojem, kratší dosahuje energie okolo 30J, dlouhý pak kolem 40J. V ráži 6 mm si můžeme zvolit mezi kulatým a špičatým projektilem. Kulatý se používá na terčovou střelbu, špičatý pak na destrukční a zábavnou střelbu. 6 mm náboj dosahuje hypotetické energie až 80J. Největší možnost volby máme u ráže 9 mm, tak kromě kulatého a špičatého náboje můžeme použít i brokový, ten se hodí na lov drobných škůdců či na zábavnou střelbu. 9 mm střelivo se ale příliš nepoužívá, flobertek v této ráži je málo, a náboje jsou často nedostupné a drahé. Energie je kvůli větší váze projektilu menší (cca 40J)

## Historie
Louis Nicolas Auguste Flobert v roce 1849 přišel na to, jak použít náboj s okrajovým zápalem. To dalo vzniknout flobertce. Tento typ zbraně má odlišnou historii v Evropě a ve Spojených státech amerických. Pro Američany byla flobertka příliš slabá a velmi se zde nerozšířila. V Evropě byla situace odlišná. Flobertka umožnila masovou výrobu levných i drahých zbraní, které lze využít v omezených prostorách veřejných střelnic a které lze rovněž použít pro salonní střelbu v měšťanských a šlechtických domech. Flobertka se začala využívat i na lov nejdrobnější zvěře.